# Schloss Schadau

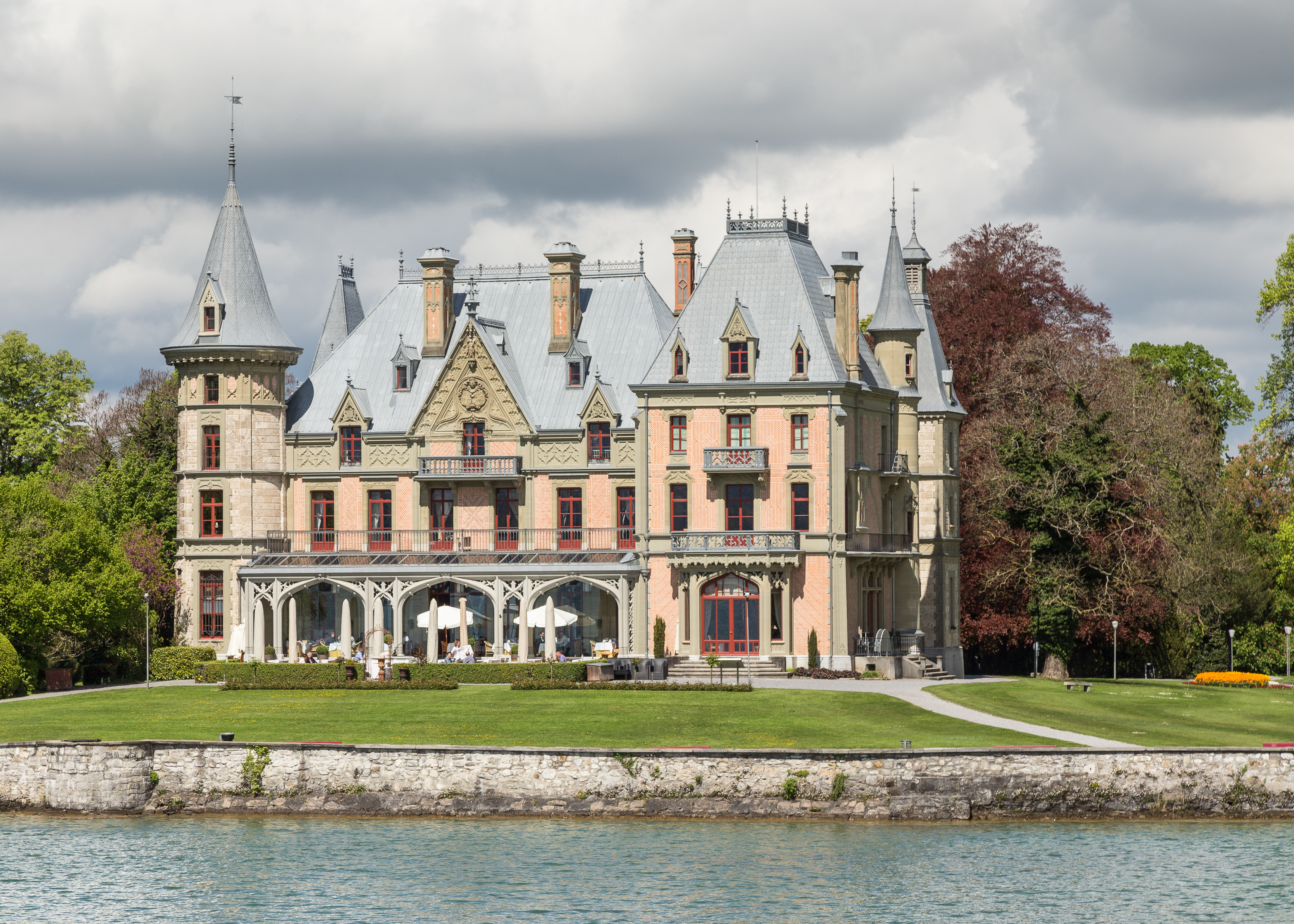
Schloss Schadau, vom Thunersee her gesehen

Das Schloss Schadau ist ein Schloss am Ausfluss der Aare aus dem Thunersee in der Stadt Thun im Schweizer Kanton Bern.
Es steht im Schadaupark, einer öffentlich zugänglichen Englischen Gartenanlage, in der sich heute auch das Thun-Panorama befindet. Seit 1925 gehört es der Stadt Thun.

## Projektierungs- und Baugeschichte

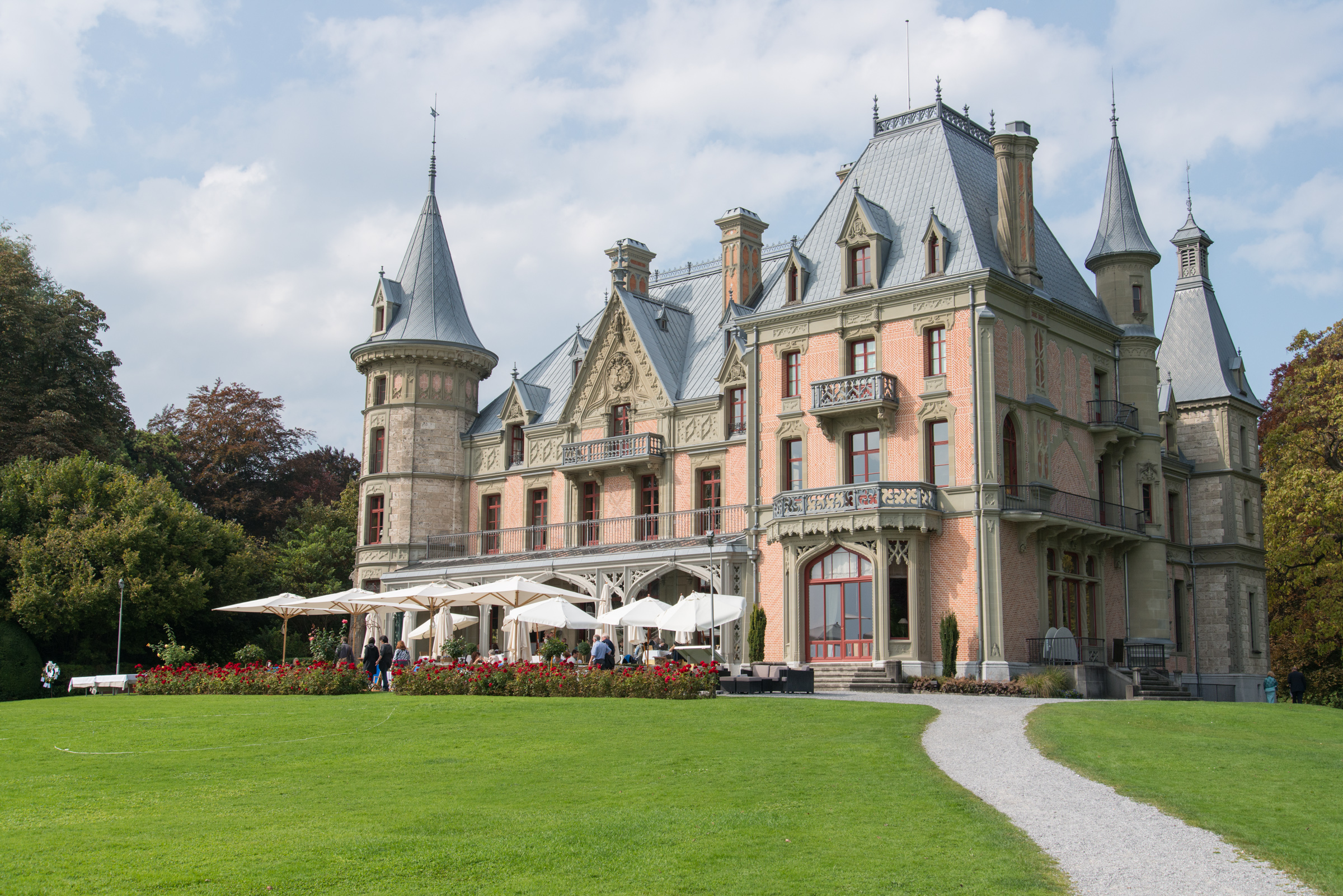
Gebäudekomposition nach französischem Vorbild: Corps de Logis (Haupttrakt), Wohnturm und Ecktürme

Abraham Denis Alfred de Rougemont (1802–1868) und seine Frau Sophie de Pourtalès (1807–1882) liessen das Schloss 1846–1854 erbauen, nach Plänen des Neuenburger Architekten James Victor Colin (1807–1886), der an der École des Beaux-Arts in Paris studiert hatte. Von Colin stammen die Grundrisse und die Gebäudekomposition, welche mittelalterliche Elemente mit solchen der französischen Renaissance verbindet: Wohnturm, Palas, zentrales Corps de Logis und Ecktürme.

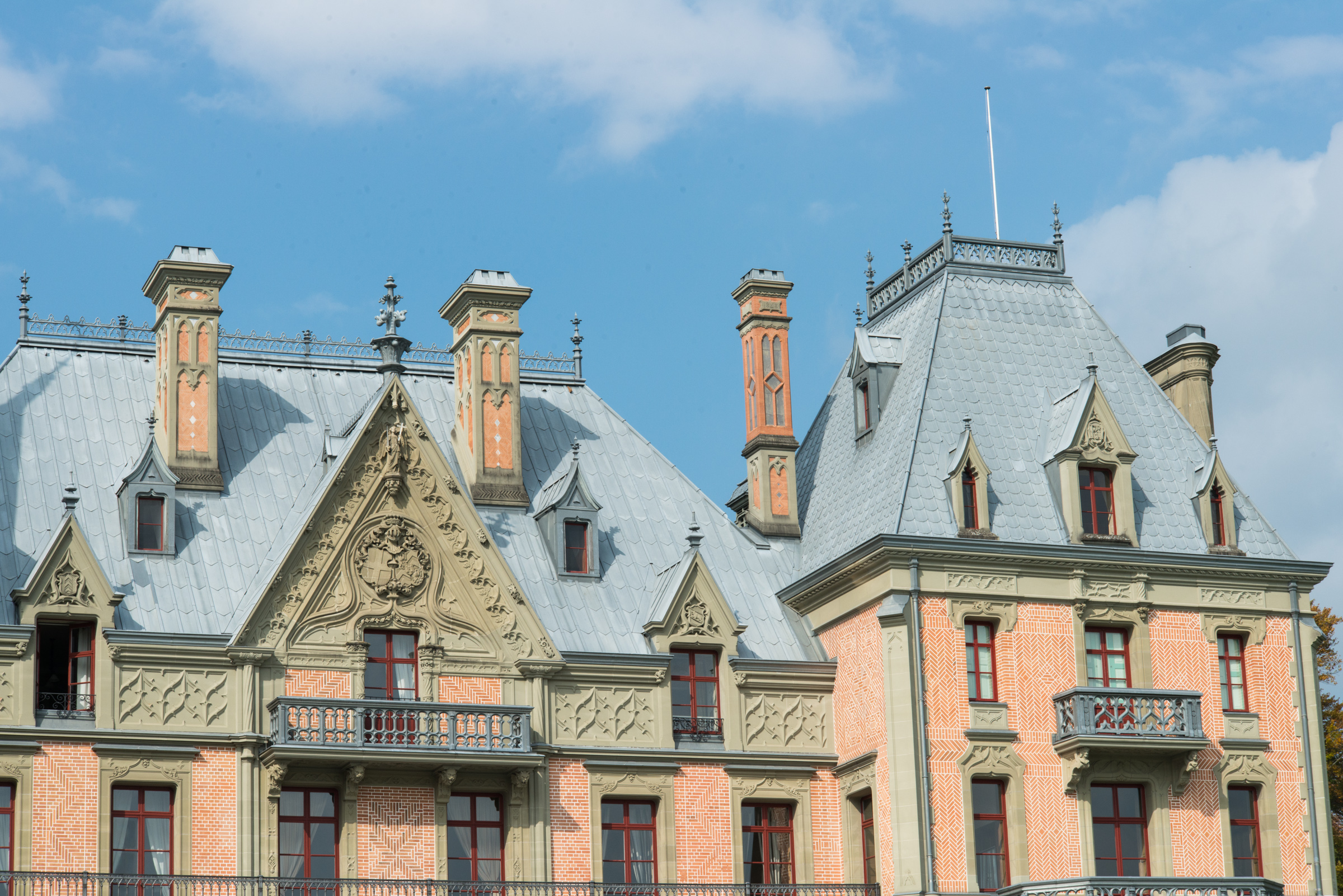
Fassadengestaltung: kontrastierende Materialien und kunstvolle Steinmetzarbeiten

Der Pariser Architekt Pierre-Charles Dusillion (1804–1878), der u. a. bei der Restaurierung des Loire-Schlosses Azay-le-Rideau mitgewirkt hatte, überarbeitete um 1846 Colins Fassadenpläne und brachte die verschiedenen Fassadenmaterialien mit kontrastierenden Farben ein sowie die reichen Steinmetzarbeiten, z. B. die mit gotisierendem Masswerk ausgestattete Veranda. Die Steinmetzarbeiten führte der niederländische, in Paris ausgebildete Bildhauer Joseph Hubert Verbunt (1809–1870) aus, der auch die fantastische Wendeltreppe bearbeitete. Dusillion ist verantwortlich für die Anklänge an die königliche Renaissance-Architektur der Loire-Schlösser, z. B. die Lisenengliederung des Rundturmes und vor allem die kunstvolle Wendeltreppe mit ihren Fabelwesen und Abhänglingen im Gewölbe.
Die Aussenarchitektur des Schlosses bezieht sich auf die französische Feudalarchitektur und nimmt auch Anklänge aus der englischen Tudorgotik auf. Die Beziehungen zur lokalen Tradition beschränken sich zunächst auf die Wappen und Initialen des Bauherrn der alten Schadau. Dazu kommen historische Ausstattungsstücke wie Renaissancetäfer und barocke Öfen, die der Bauherr gekauft und einbauen lassen hatte, die aber nach dem Tod des letzten de Rougemont z. T. ausgebaut und verkauft wurden.
Die verschiedenen Stufen der Projektierung lassen sich aus einem Planalbum von James Victor Colin in der Burgerbibliothek Bern ablesen. Die Oberbauleitung der 1847 eröffneten Grossbaustelle lag bei Ludwig Friedrich Osterrieth, Bern (1807–1888), der bereits 1840 die Pläne für das Kutschereigebäude entworfen hatte. Die lokale Bauführung hatte der bernische Bauunternehmer Jakob Wirz inne. Ab 1849 wurde auch der Innenausbau durch Dutzende von bestens ausgewiesenen Handwerkern vorangetrieben.

## Das alte Schlösschen aus dem 17. Jahrhundert

Das alte Schlösschen, 1835. Aquarell von Gabriel Lory

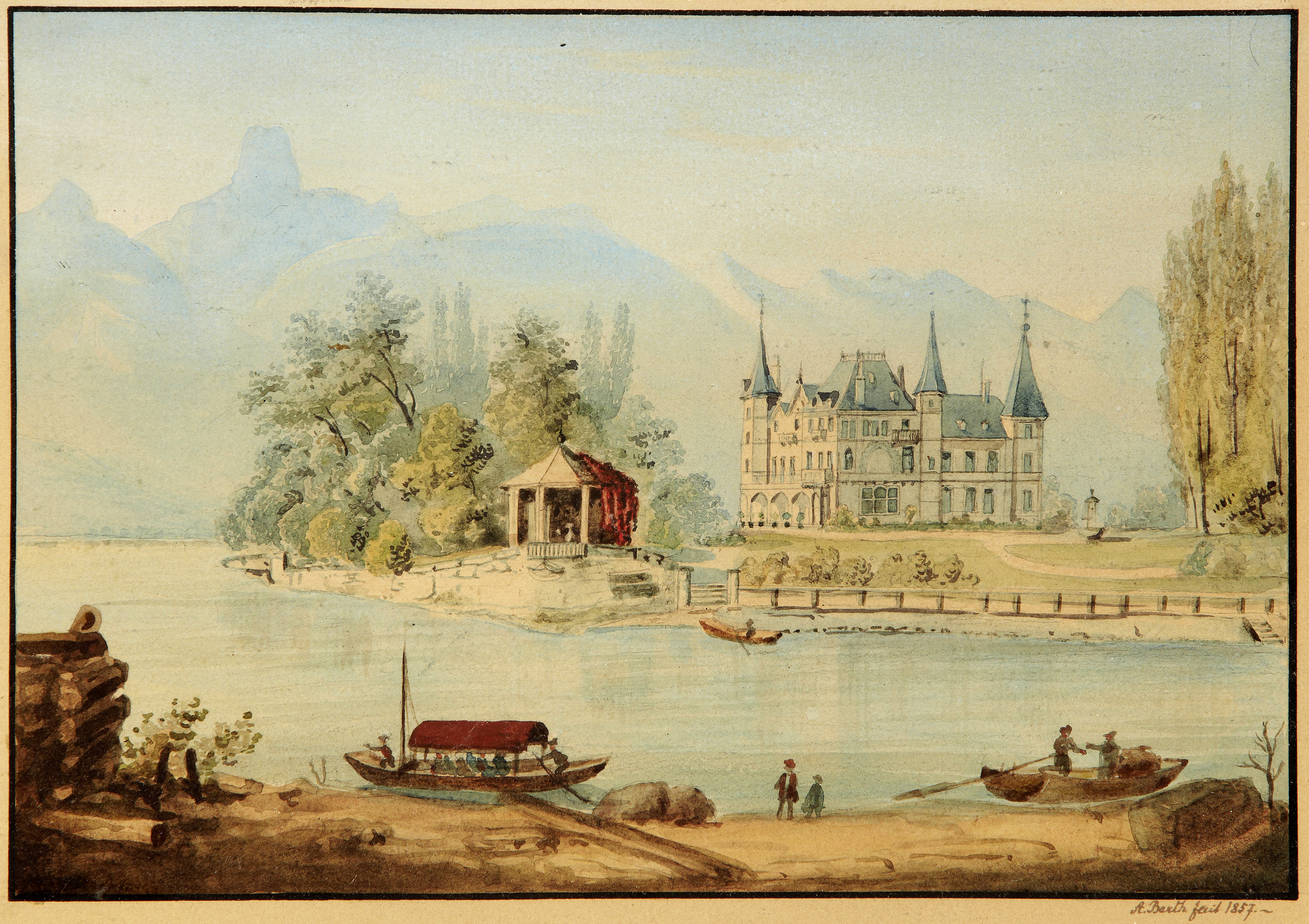
Das neue Schloss kurz nach seiner Fertigstellung, 1857. Aquarell von A. Barth

Alfred de Rougemont hatte die Schadau 1837 erworben. Die Familie de Rougemont-de Pourtalès nutzte das 1638 für Franz Ludwig von Erlach erbaute ältere Schloss Schadau zunächst als Sommersitz und liess es u. a. mit einem Peristyl versehen. Anschliessend widmete sich der neue Gutsherr den weitläufigen Domänen, die er mit Bauernhaus und Scheune, Kutschereigebäude und weiteren Nutzbauten, Gärtnerei mit Treibhäusern u. a. m. versah. Dann erst kümmerte er sich um das Wohngebäude.
Er liess einen Umbau mit grosszügiger Erweiterung studieren. Vom Architekten Rudolf von Sinner, Bern, ist ein Entwurf dazu aus dem Jahr 1840 in der Burgerbibliothek Bern erhalten. Sinner schlug einen Erweiterungsbau mit breiter Fassade im Rundbogenstil gegen Scherzligen vor; der Entwurf ist wohl von der preussischen Burgenromantik inspiriert. Beim alten Schloss steht auf dem Grundriss: «ancienne maison devant rester intacte». Das Projekt krankte an nicht bewältigten Integrations- und Erschliessungsproblemen und dürfte den Entschluss der Bauherrschaft herbeigeführt haben, einen Neubau zu planen.

## Familie de Rougemont
Der Reichtum der Familien de Rougemont und de Pourtalès stammte unter anderem aus dem atlantischen Dreieckshandel. Alfreds Vater, der Bankier Denis de Rougemont, gründete 1786 zusammen mit Hans Conrad Hottinger die Bank «Rougemont, Hottinger & Cie.». Diese beteiligte sich finanziell an Überseehandelsunternehmungen in den Sklavenexpeditionshäfen Le Havre, Nantes, Marseille und Genua. Der Grossvater von Alfreds Frau Sophie, der Neuenburger Jacques Louis de Pourtalès (1722–1814), wurde auch «Roi des négociants» genannt und galt als der reichste Schweizer der damaligen Zeit. Er besass mehrere Kaffee- und Zuckerrohrplantagen auf der Karibikinsel Grenada, in denen hunderte von Sklavinnen und Sklaven arbeiteten.

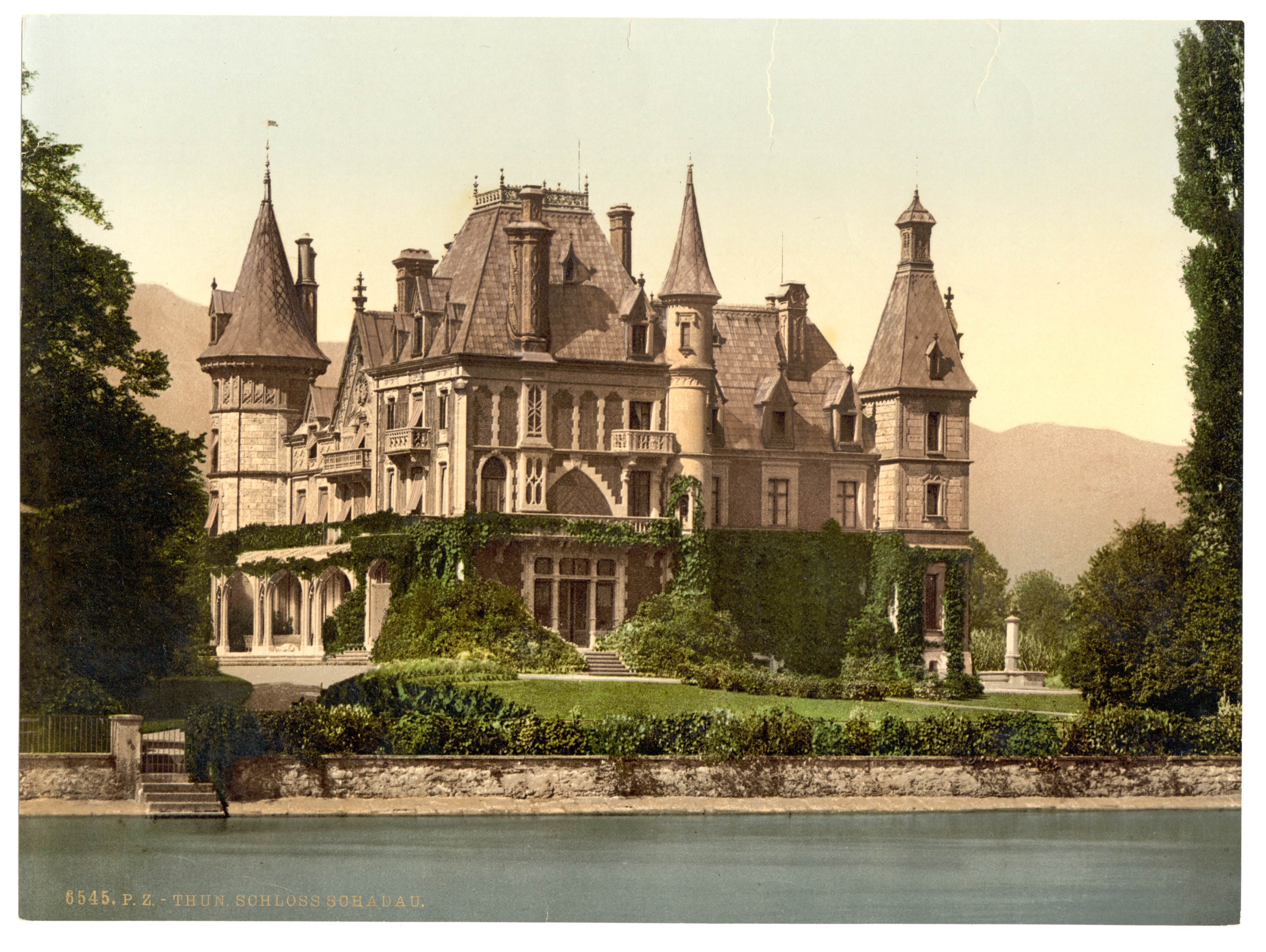
Schloss Schadau um 1890/1900, von der Aare her gesehen; neben dem Wohnturm rechts der als Palas bezeichnete, kleinere Gebäudetrakt

1868 erbte Alfred de Rougemonts Sohn Johann Friedrich Albert das Gut. Er machte es erstmals der Öffentlichkeit zugänglich: Jeden Sonntag war der Park für die Thuner Bevölkerung geöffnet. Nach seinem Tod ging der Besitz 1899 an den einzigen Sohn über, Alfred Denis Louis. Der junge Baron nahm sich 1908 im Schloss das Leben, im Alter von 23 Jahren.

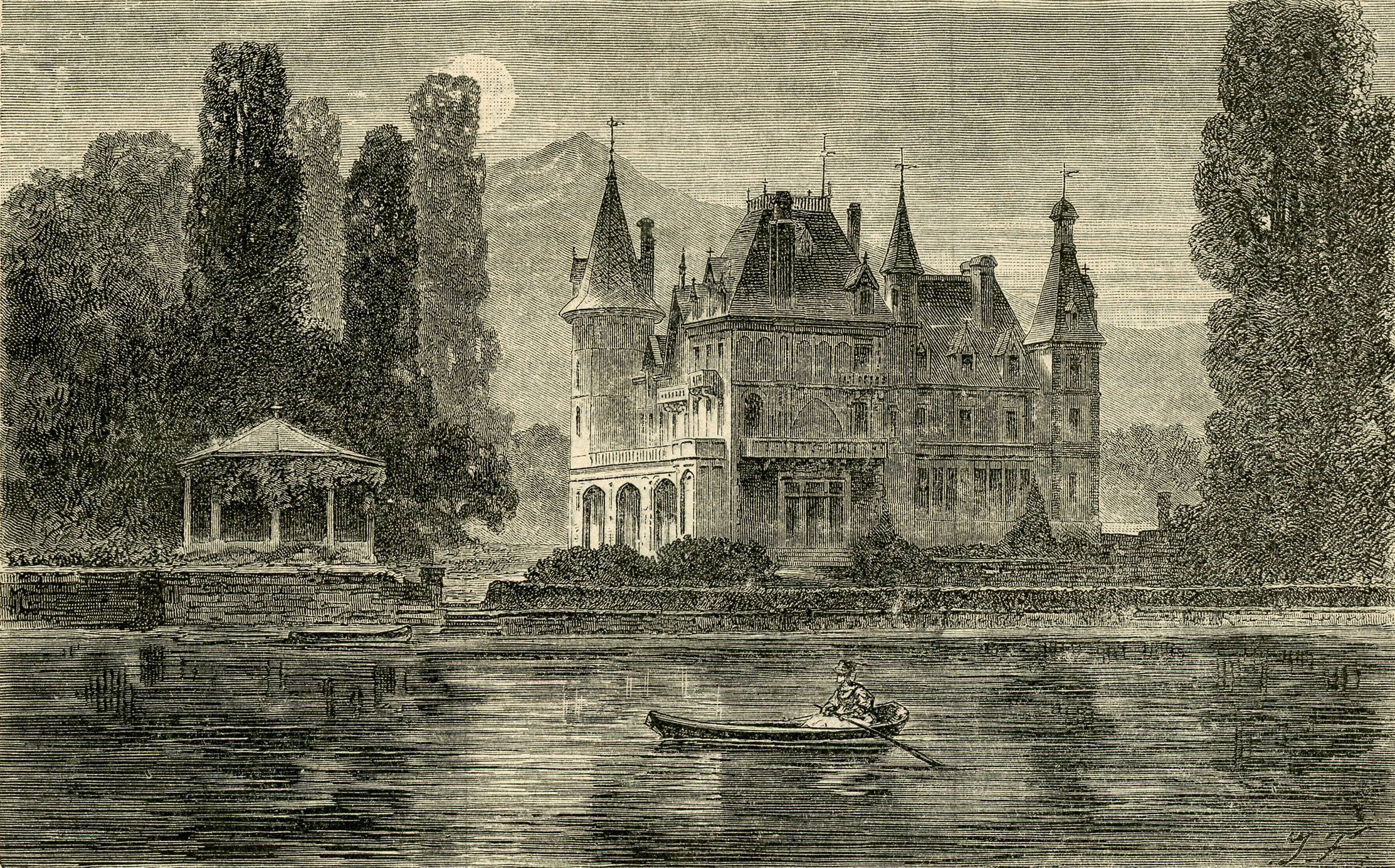
1897

Der Lokalhistoriker Louis Hänni vermutete, dass Liebeskummer der Grund war für den tragischen Tod des jungen Mannes. Hännis Mutter war als 15-jährige Halbwaise vom gütigen alten Schlossherrn aufgenommen worden, kurz bevor dieser starb. Sie hatte oft zusammen mit seinem Sohn gespielt, der ein Jahr jünger war als sie, und sich sehr gut mit diesem verstanden. Aus ihren Erzählungen wusste Hänni, dass der Jüngling – der einzige verbliebene Stammhalter der Familie de Rougemont – nach dem Willen seiner Mutter eine Adlige hätte heiraten sollen. Diese Verbindung habe er aber abgelehnt, denn er sei in «eine Gewöhnliche» verliebt gewesen. Ob damit Louis Hännis Mutter selbst gemeint war, konnte dieser nicht mit Sicherheit sagen. Es gab aber Indizien dafür, unter anderem seinen Vornamen («Louis» war der Rufname von Alfred Denis Louis de Rougemont gewesen) und den Zeitpunkt des Suizids: weniger als ein Jahr, nachdem die junge Frau den Zimmermann Hänni geheiratet hatte.
Der Thuner Autor und Regisseur Ueli Bichsel schrieb über diesen tragischen Stoff das Theaterstück Der letzte de Rougemont, das im Juli 2023 in Uetendorf zur Uraufführung kam.

## Öffentliche Nutzung ab 1925

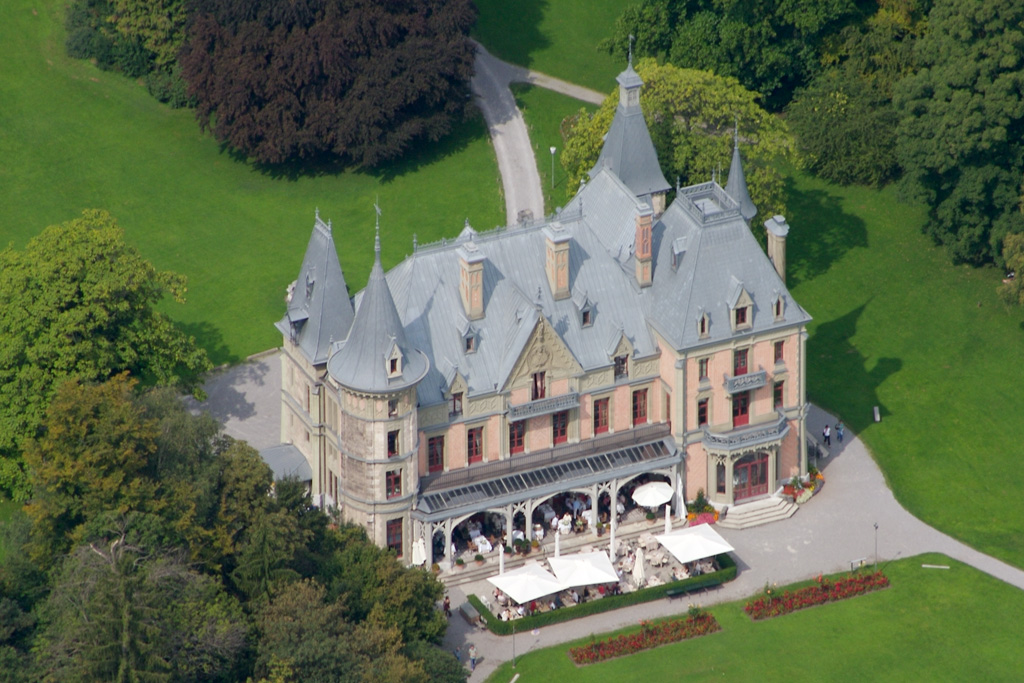
Schloss Schadau aus der Luft

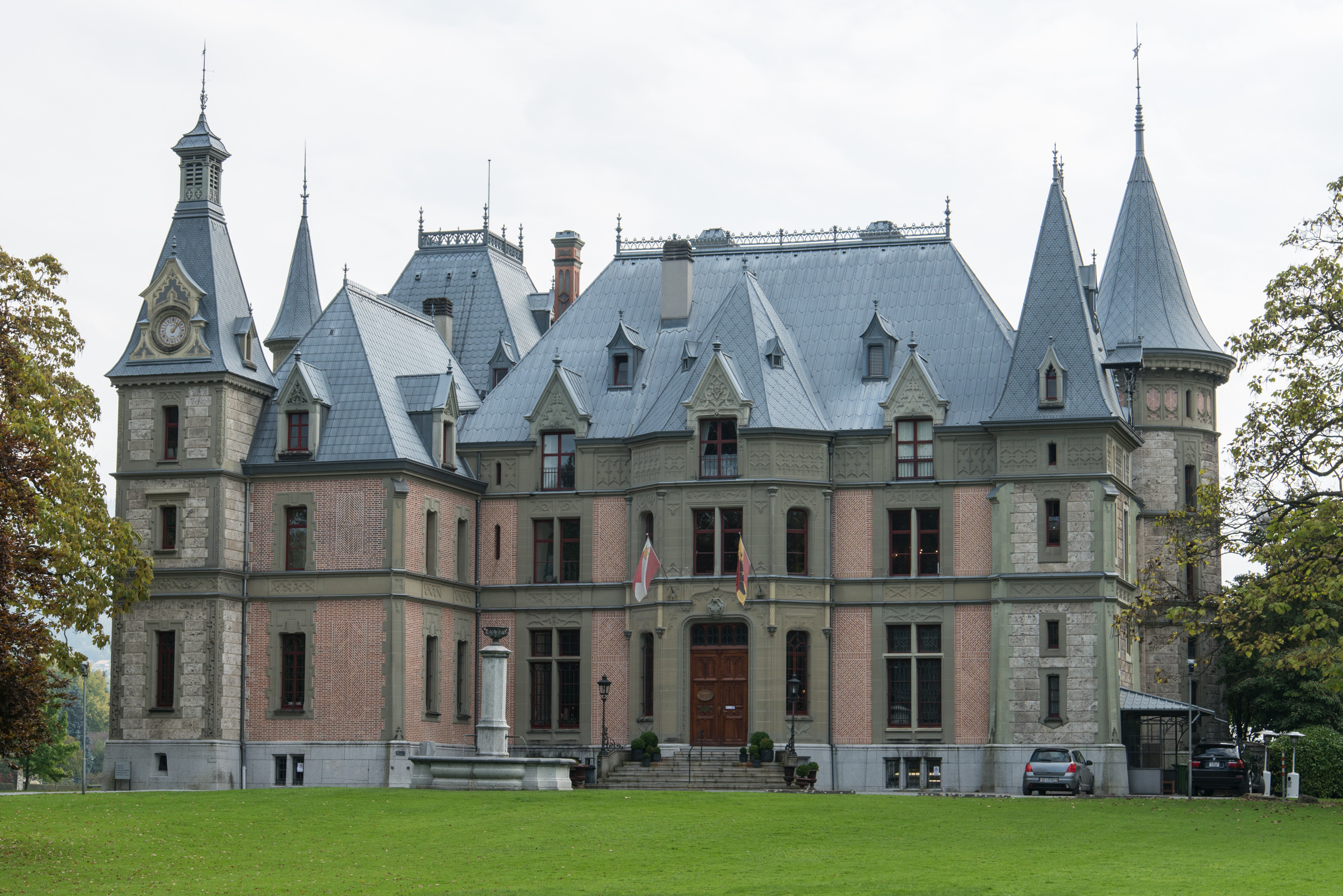
Parkseite: Palas (links) und Corps de Logis

Im Jahr 1925 kaufte die Stadt Thun das Schloss zusammen mit dem Hauptteil des Parks und bewahrte damit das Bauwerk vor dem Abbruch oder entstellenden Veränderungen. 1954 bis 1996 liess sie das Äussere nach einem richtungsweisenden Entscheid für die vollumfängliche Erhaltung etappenweise sorgfältig und fachgerecht renovieren. Das ist umso bemerkenswerter, als der historistische Baustil um die Mitte des 20. Jahrhunderts noch völlig verkannt und missachtet war. Die Schlossfassaden wurden 1972–1992 durch die stadteigene Steinhauerequipe umfassend erneuert.
2018–2019 erfolgte eine ebenso sorgfältige Innenrenovation und Umnutzung zum Hotel. Dabei wurde höchste Priorität auf die Erhaltung der weitgehend originalen Innenausstattung gelegt (Fenster mit Nischeneinkleidungen, Türen, Knietäfer, Bodenbeläge, Stuckaturen, Deckenspiegel und Wandmalereien), weshalb nur relativ wenige Gästezimmer eingerichtet werden konnten.
Im Erdgeschoss wurde bereits ab 1928 ein Restaurant betrieben. In den Obergeschossen war von 1933 bis 1960 eine militärhistorische Sammlung untergebracht und von 1988 bis 2017 das Schweizerische Gastronomie-Museum. Dieses zog Ende 2017 ins Schloss Hünegg in Hilterfingen um. Im Juni 2019 eröffnete das Schloss Schadau nach eineinhalbjährigem Umbau als Hotel seine Tore. Aktuell bietet es neun individuelle Zimmer, mehrere Seminarräume, ein öffentlich zugängliches Restaurant sowie eine Wein- und Portweinbar.
Für das Thun-Panorama – weltweit das älteste erhaltene Rundbild – wurde 1961 im Park ein Rundbau errichtet; 2015 kam ein Erweiterungsbau dazu. Das westliche Parkareal ist erst seit 1983 im Besitz der Stadt Thun, das «Schadaugut» seit 1986 und die Schadaugärtnerei seit 2013. Seit 2009 verkehrt im Park eine Gartenbahn.